# Bytom Odrzański
Bytom Odrzański [ˈbɨtɔm ɔˈdʒaɲsci] (deutsch Beuthen an der Oder, vormals auch Niederbeuthen) ist eine Stadt in der Stadt- und Landgemeinde Bytom Odrzański mit 5376 Einwohnern (Stand 31. Dezember 2020) im Powiat Nowosolski der Woiwodschaft Lebus in Polen.

## Geographische Lage
Die Ortschaft liegt in Niederschlesien, rund 90 Kilometer östlich von Cottbus und etwa 120 Kilometer nordwestlich von Breslau.

## Geschichte

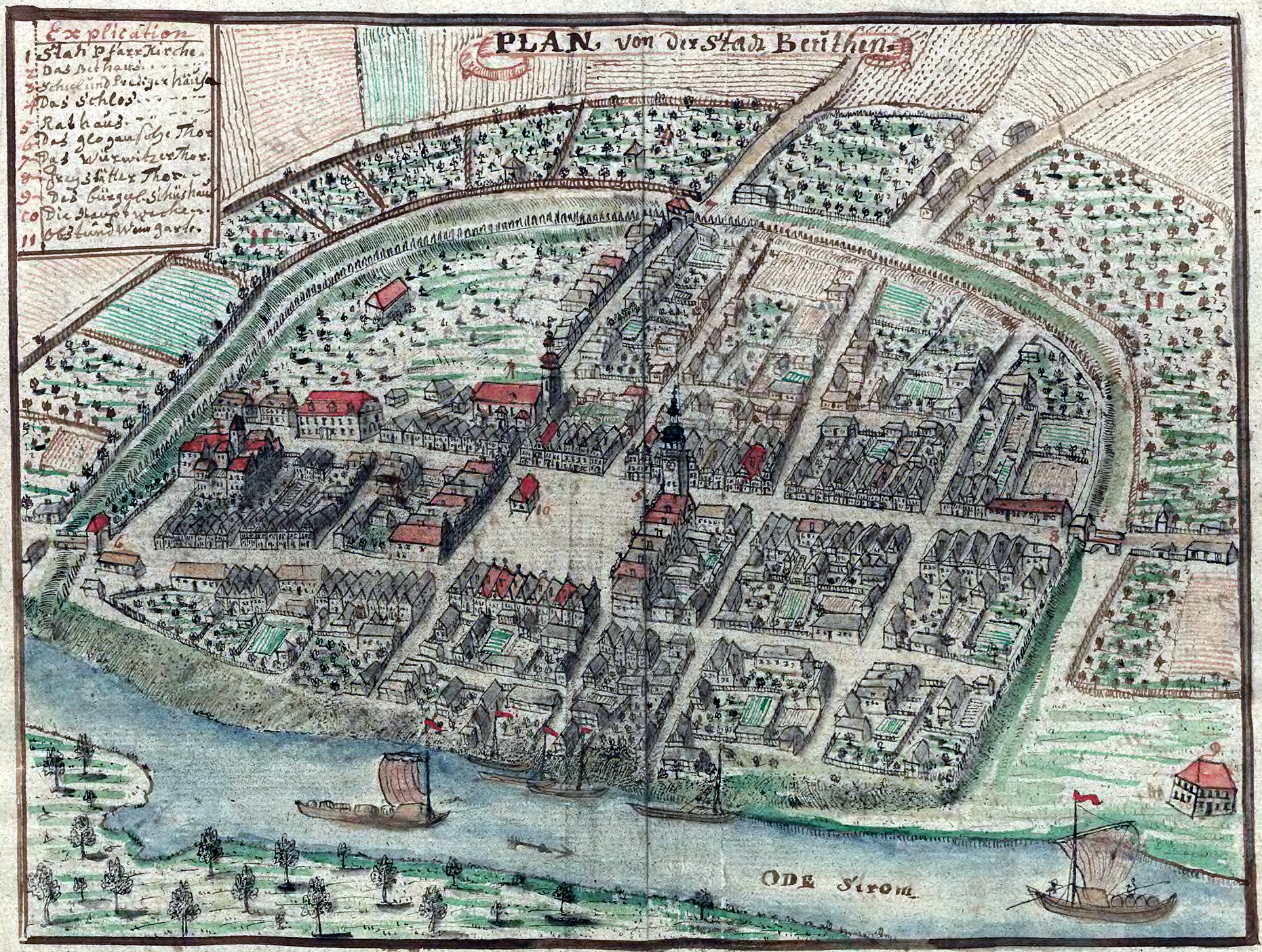
Beuthen im 18. Jahrhundert

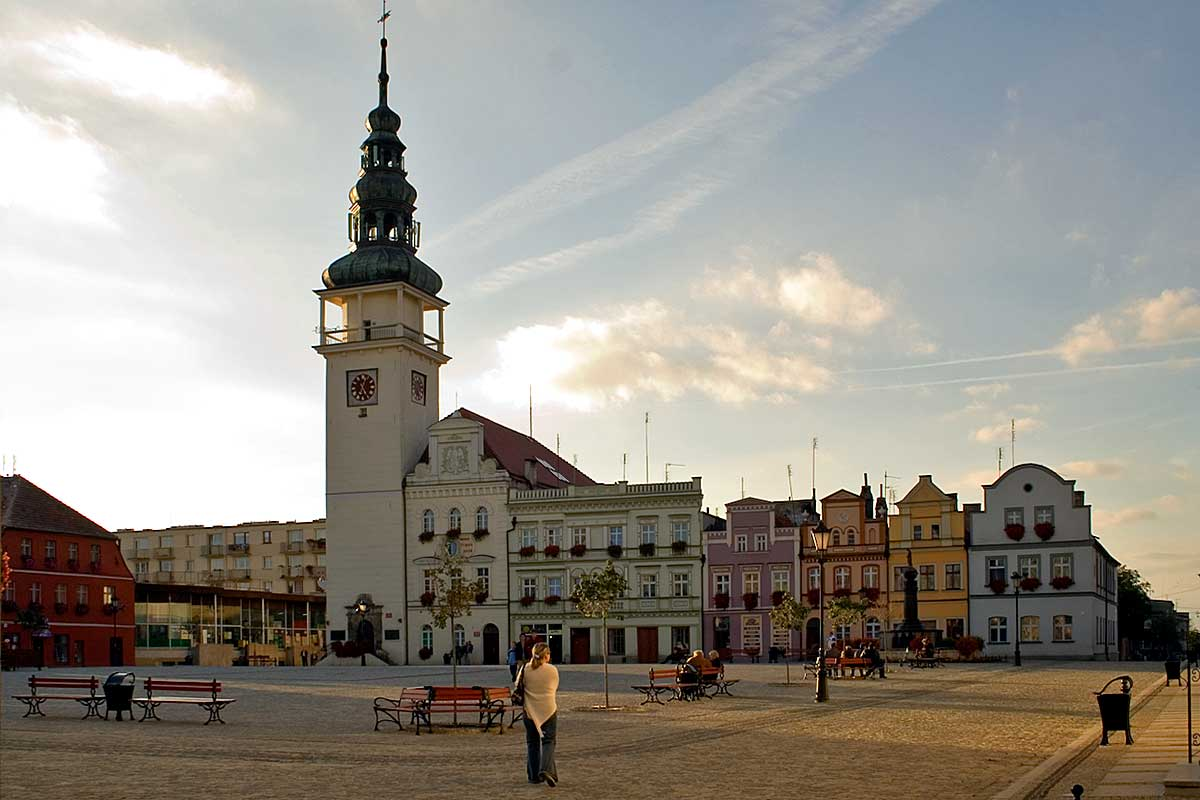
Rathaus und Marktplatz im Stadtzentrum

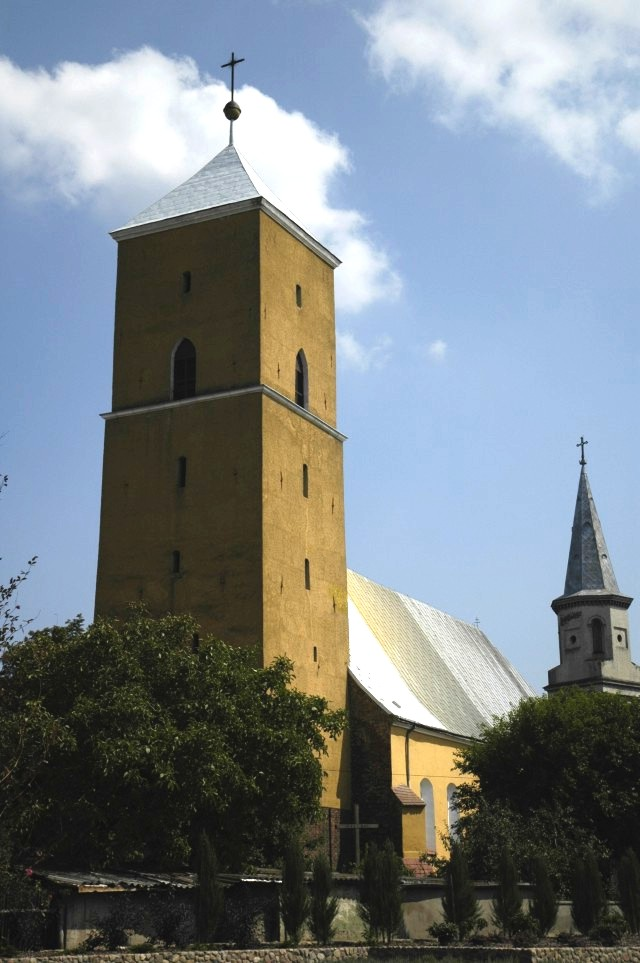
Stephanskirche

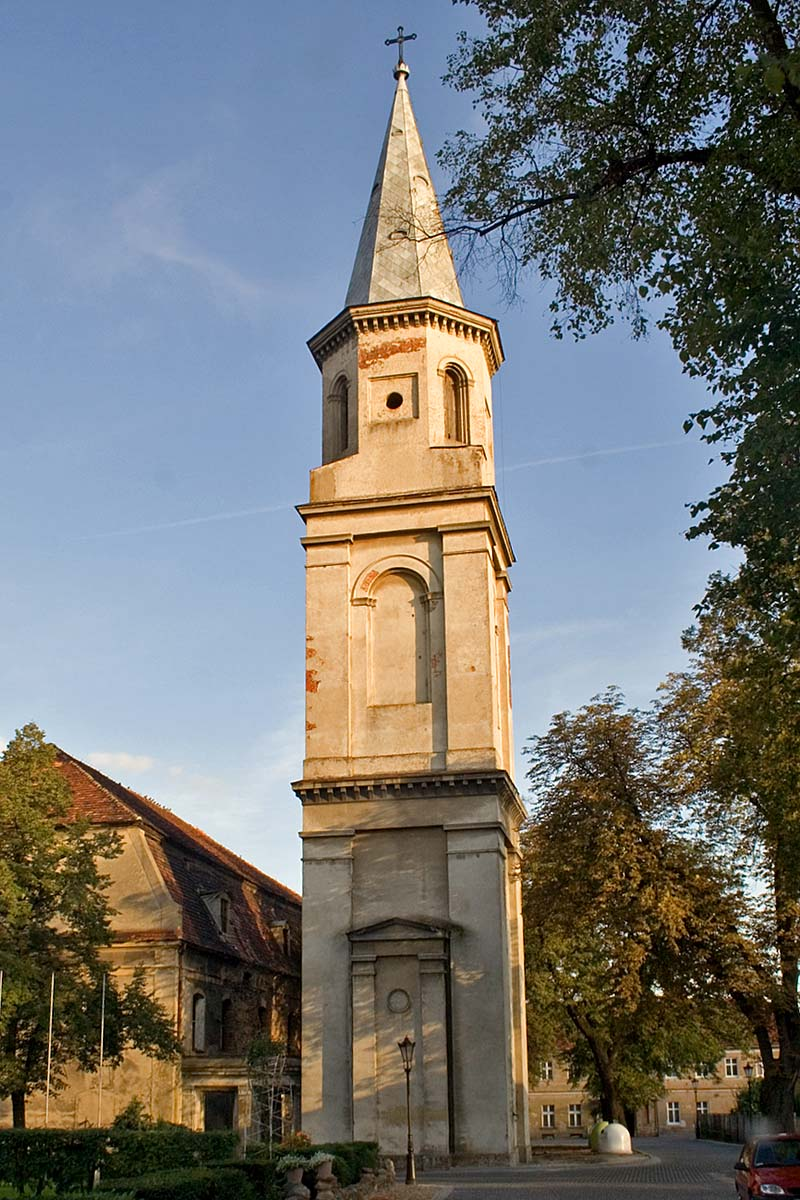
Evangelische Kirche

Das Gebiet am Rande der Dalkauer Berge war schon in der Steinzeit besiedelt. An einer Furt durch die Oder entstand eine Veste der Schlesischen Piastenherzöge, deren Kastellane seit 1203 nachweisbar sind. Sie wurde im Jahre 1109 von König Heinrich V. belagert, dem es nicht gelang, sie einzunehmen. 1157 wurde die Feste durch Herzog Bolesław IV. niedergebrannt, als das Heer Friedrich Barbarossas nach Polen eindrang. Nach der Teilung des Herzogtums Schlesien gehörte Beuthen zum Herzogtum Glogau, mit dem es 1490 als erledigtes Lehen durch Heimfall an Böhmen fiel.
Die erste Kirche in „Bythom“, ab Mitte des 15. Jahrhunderts Beuthen genannt, war die Stephanskirche, die 1175 dem Zisterzienserkloster Leubus überlassen wurde. Um 1263 erhielt „Bythom“ Magdeburger Recht. Noch vor 1300 wurde vom Glogauer Herzog Heinrich III. in Beuthen ein Magdalenerinnenkloster gegründet, das 1314 nach Sprottau verlegt wurde. In den Jahren 1395 und 1464 brachen Pestepidemien in Beuthen aus.
1475 war der Kaufmann Andreas Neumann Besitzer von drei Vierteln der Stadt, der Rest gehörte Georg von Glaubitz. Johann Rechenberg von Rechenberg war ab 1524 alleiniger Besitzer Beuthens.
Die Reformation fand bereits 1528 in Beuthen Eingang.  „Der deutsche Hans“, wie er von Martin Luther genannt wurde, führte  sie 1540 umfänglich in Beuthen ein. Franz von Rechenberg verkaufte 1561 die Herrschaften Beuthen mit Polnisch Tarnau (Tarnów Jezierny) und Carolath an den Ritter Fabian von Schoenaich, der zu einem der größten Grundbesitzer Schlesiens wurde. Sein Vetter und Nachfolger Georg Freiherr von Schoenaich ließ das Oderufer zwischen Beuthen und Schlawa urbar machen, förderte den Obst- und Weinbau. Während seiner Herrschaft entstand zwischen 1602 und 1609 ein neues Rathaus, der Turm der Stephanskirche wurde erhöht, das Georgenhospital errichtet; zudem entstanden eine Brücke über die Oder und der erste Oderdamm, der „Schoenaichdamm“, entstanden.
1601 begründete Freiherr von Schoenaich eine Hochschule. Die Universität, das Gymnasium academicum umfasste 12 Lehrstühle, unter anderem für Theologie, Recht und Astronomie. 1616 wurde eine Stadtbefestigungsanlage mit drei Stadttoren nach Plänen des Festungsbaumeisters Andreas Hindenberger errichtet. Mit Ausbruch des Dreißigjährigen Krieges und dem Tod des Vize-Kanzlers Georg von Schoenaich im Jahre 1619 war es mit der Blüte der Stadt vorbei.
Im Dezember 1620 war Beuthen Station des „Winterkönigs“ Friedrich V. auf seiner Flucht aus Böhmen. Mit der Besetzung der Stadt durch die Liechtensteiner Dragoner erfolgte 1628 die Rekatholisierung, und die als calvinistisch geltende Universität wurde durch den böhmischen Landesherrn Kaiser Ferdinand II. aufgelöst. 1639 errichtete der schwedische General Stalhansch sein Hauptquartier in der Stadt. 1653 verfügte Kaiser Ferdinand III. die Übergabe der evangelischen Hospitalkapelle, der Stephanskirche und des Hospitals an die Katholiken. Dem Stadtbrand von 1694 fielen unter anderem das Universitätsgebäude, das Rathaus und das Hospital zum Opfer.
Nach dem Ersten Schlesischen Krieg 1742 fiel Beuthen mit dem größten Teil Schlesiens an Preußen. Nachfolgend wurde es dem Kreis Freystadt eingegliedert Nach der Besetzung entstanden Evangelische Schule und Bethaus neu. Von 1766 bis 1884 war Beuthen Garnisonsstadt. Im Befreiungskriege wurden hier am 30. August 1813 die auf dem Rückzug von der Katzbach befindlichen Franzosen  von Teilen der Schlesischen Armee besiegt.

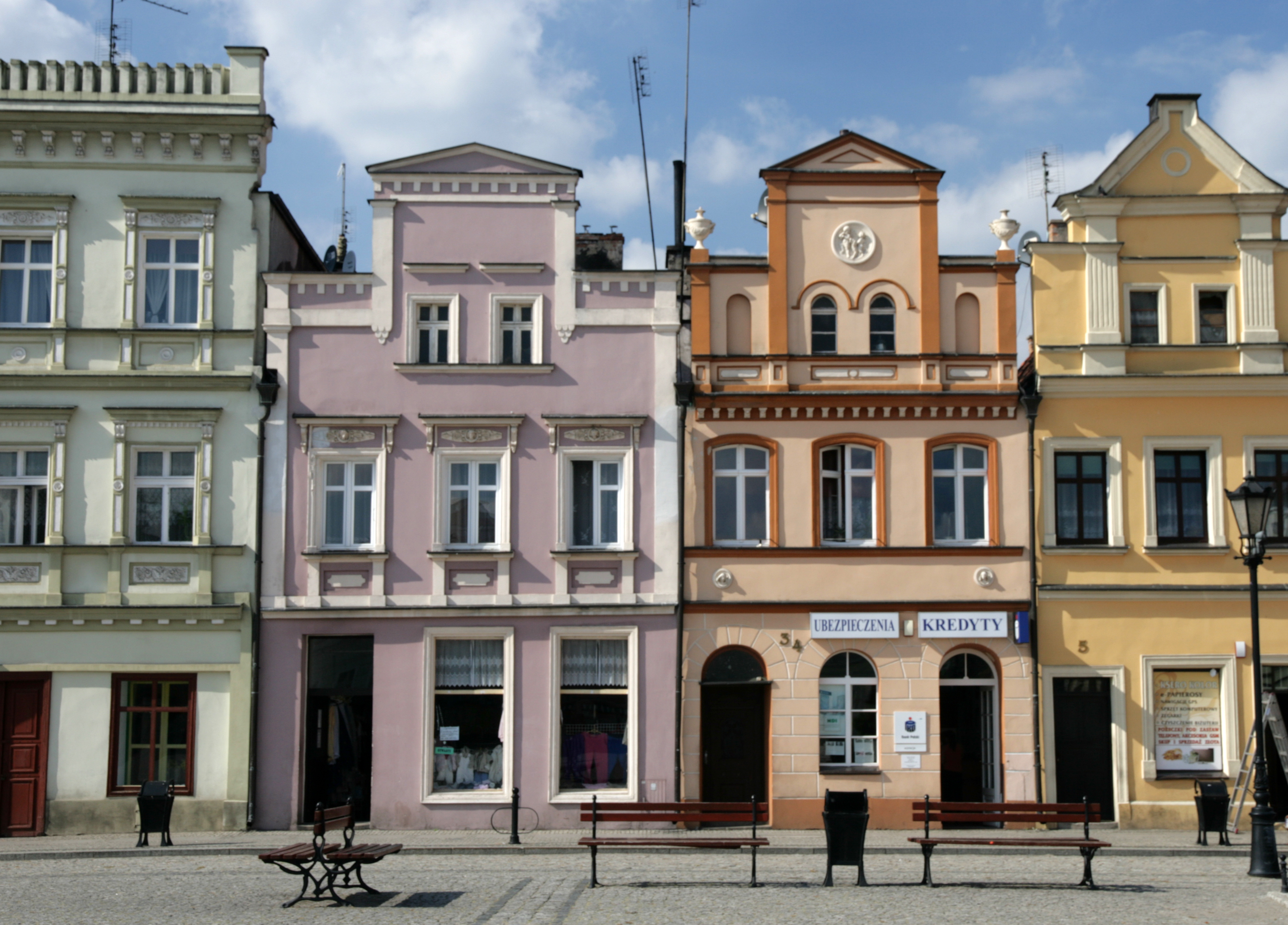
Gebäude am Markt
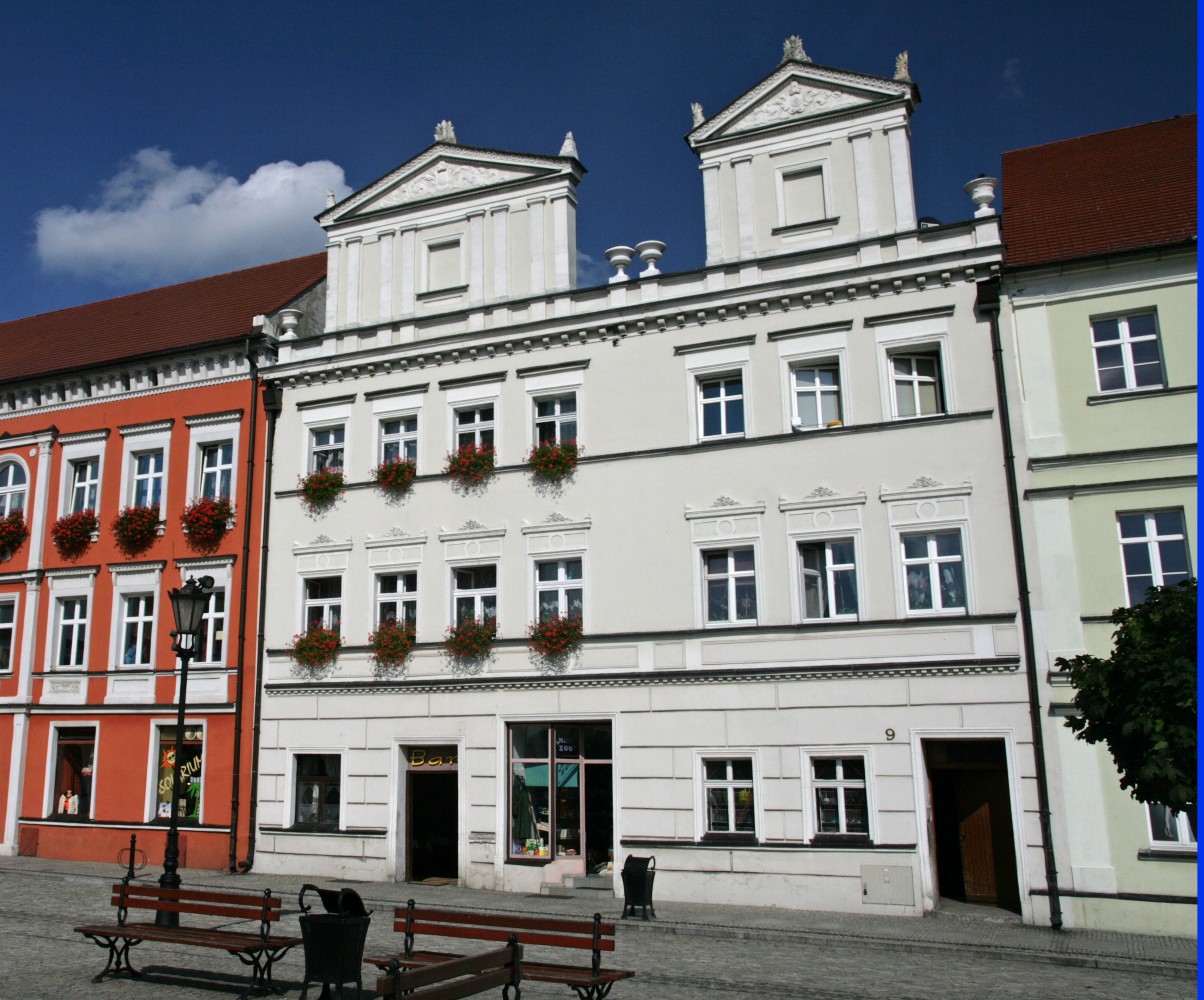
Gebäude am Markt
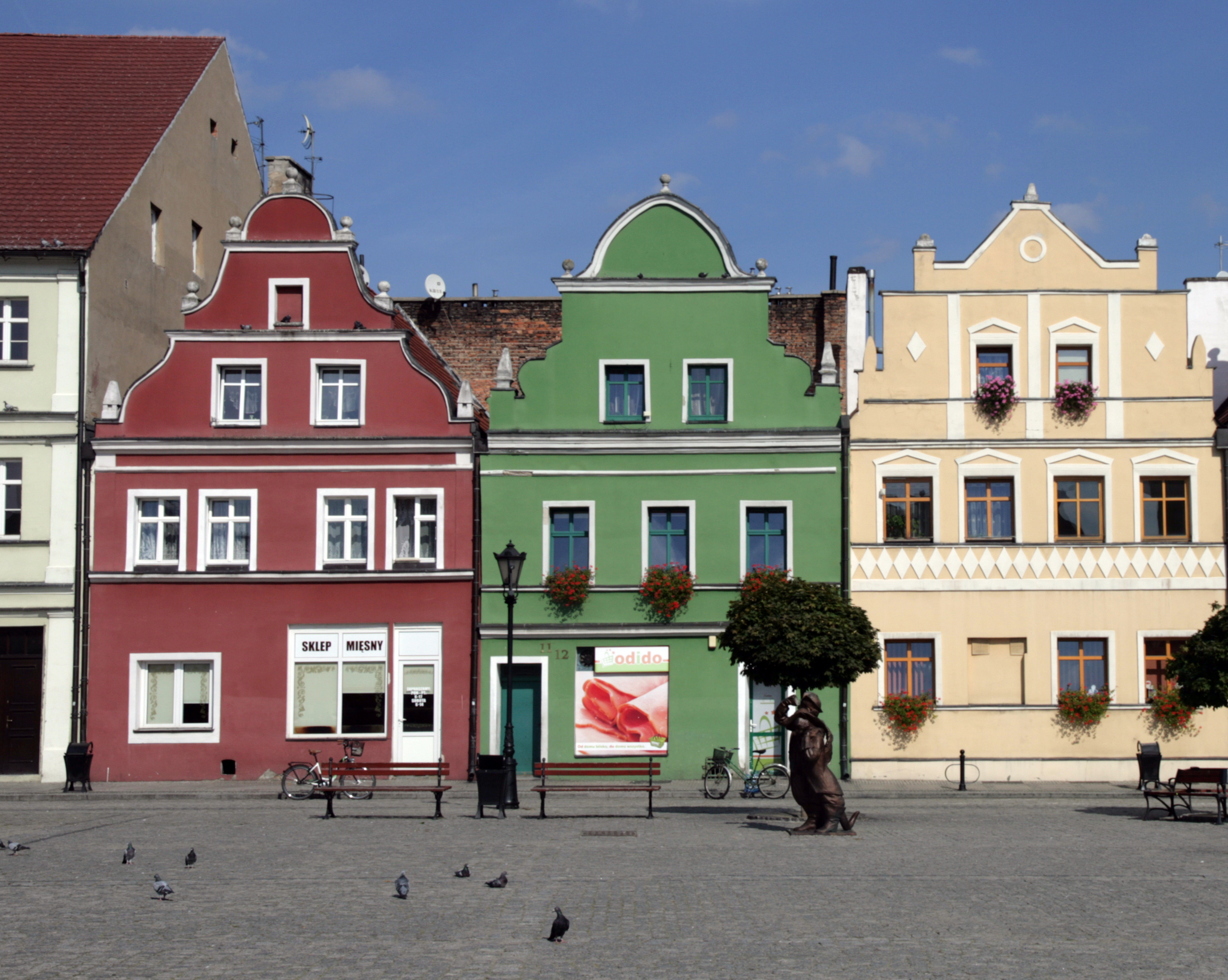
Gebäude am Markt

Im neunzehnten Jahrhundert bekam Beuthen ein Kanalisationssystem und eine Wasserversorgung. 1871 erfolgte der Anschluss an die Eisenbahn zwischen Breslau und Stettin bzw. Berlin. Ab 1884 entstand um Beuthen Braunkohlentagebau. Haupterwerb der Einwohner waren Ackerbau, Handel und Schifffahrt. Um 1900 hatte Beuthen eine evangelische und eine katholische Kirche, ein Schloss und ein Amtsgericht.  1907 wurde eine neue Brücke über die Oder errichtet.
Am 21. August 1910 wurde auf dem Marktplatz ein Brunen eingeweiht, der den Namen Robert Kochs trug, weil der sich an der Finanzierung des Brunnens beteiligt hatte. Bis nach 1945 wies eine Tafel auf den Namensgeber hin. Wann sie verschwunden ist, wer sie entfernt hat, ist nicht bekannt.
Durch die Gebietsreform aus dem Jahre 1932 gehörte Freystadt zum Landkreis Glogau, mit dem es bis 1945 verbunden blieb.
Gegen Ende des Zweiten Weltkriegs wurde die Stadt fast zur Hälfte zerstört und am 13. Februar 1945 von der Roten Armee besetzt. Mit dem Ende des Zweiten Weltkrieges ging die nun in Bytom Odrzański umbenannte Stadt an Polen, die einheimische deutsche Bevölkerung musste die Stadt größtenteils verlassen oder wurde vertrieben. Die neu angesiedelten Bewohner waren teilweise Zwangsumgesiedelte aus Ostpolen, das an die Sowjetunion gefallen war.
1967 zerstörte ein Brand die Bürgerhäuser am Ring (Rynek), die nach 1970 wieder aufgebaut wurden. Vom großen Oderhochwasser im Jahre 1997 war Bytom Odrzański stark betroffen.
Die Einwohner sind im Wesentlichen in Industrie und Dienstleistungsunternehmen beschäftigt; beispielsweise in nahegelegenen Stahlwerken und Kupferminen der KGHM Polska Miedź; in der Stadt selbst gibt es Metall- und Möbelfabriken.
Jährlich wird ein Festival des musikalischen Schaffens Blinder und ein Treffen der Oderflößer ausgerichtet.

## Sehenswürdigkeiten
- Das Rathaus liegt am westlichen Markt. Der ursprüngliche Spätrenaissance-Bau wurde 1602 bis 1609 errichtet. Nach dem Brand von 1694 wurde es im Jahre 1697 wiederaufgebaut nach Plänen des Bunzlauer Architekten Caspar Miller. Das Hauptportal ist im Stil des Manierismus gehalten. Im Erdgeschoss sind Tonnen- und Kreuzgratgewölbe. Zum Sitzungssaal im Obergeschoss führen zwei mit Intarsien versehene kassetierte Barocktüren aus dem Jahre 1698.[4]
- Die römisch-katholische Pfarrkirche St. Hieronymus (Kościół pw. św. Hieronima) liegt in der ul. św. Maksymiliana Kolbego. Erstmals erwähnt wurde sie unter dem Patrozinium Stephanus in Dokumenten aus dem Jahr 1175 auf. Seit 1503 ist die Kirche dem Kirchenvater St. Hieronymus geweiht. Errichtet wurde der Bau im 14. Jahrhundert später folgten Erweiterungen und Wiederaufbau nach dem Brand 1694, dazu Barockisierung im 17. und 18. Jahrhundert. Das Renaissance-Grabmal für Anna und Georg von Braun stammt von dem Liegnitzer Steinmetz Caspar Berger. Während der Reformation wurde das Gotteshaus von 1522 bis 1654 von evangelischen Christen genutzt.
- Die Ehemalige Evangelische Pfarrkirche (Dawny kościół ewangelicki) befindet sich in der heutigen ul. Kościelna. Der Hauptbau wurde 1744 bis 1746 im Stil des Barock errichtet. Am Renaissanceportal an der Nordseite befinden sich zwei Kartuschen der Fürsten Carolath, das vom Gebäude des evangelischen Gymnasiums (Schönaichianum-Carolatheum) erhalten war. Im Inneren wurden zweigeschossige, von Pfeilern getragene Emporen eingebaut, die 1200 Personen Platz boten. In den Jahren 1859–1861 wurde von der Südseite der Kirche ein vierstöckiger Turm (das oberste Stockwerk wurde achteckig gestaltet) mit einem Zeltdach angebaut, auf dem vier Glocken Platz fanden, von denen zwei 1917 für Kriegszwecke demontiert wurden. 1878 wurde das Gebäude mit einer neuen Orgel ausgestattet und 1896 und 1928 renoviert. Nach 1945 wurde der Innenraum verwüstet, die ungenutzte Kirche verfiel. An der Wende vom 20. zum 21. Jahrhundert wurde das Dach gesichert, 2006 wurde die Kirche von einer Stiftung gekauft, sie wird seit 2018 zu einem Geschichts- und Kulturzentrum umgebaut.[5]
- Am Ring stehen die restaurierten Bürgerhäuser der historischen Altstadt in verschiedenen Stilen wie Spätrenaissance, Barock und Klassizismus aus dem 17., 18. und 19. Jahrhundert. Bemerkenswert sind die Hausnummern 4, 5, 6, 8, 9, 9a, 10, 11, 12, 13/14, 18, 19, 20, 21, 22, 23, 24, 25, 26, 27. Das Hotel „Zum Goldenen Löwen“ am Rynek 15/16 wurde erstmals 1580 erwähnt, das Doppelgiebelhaus hat eine reiche Stuckverzierung.[6]

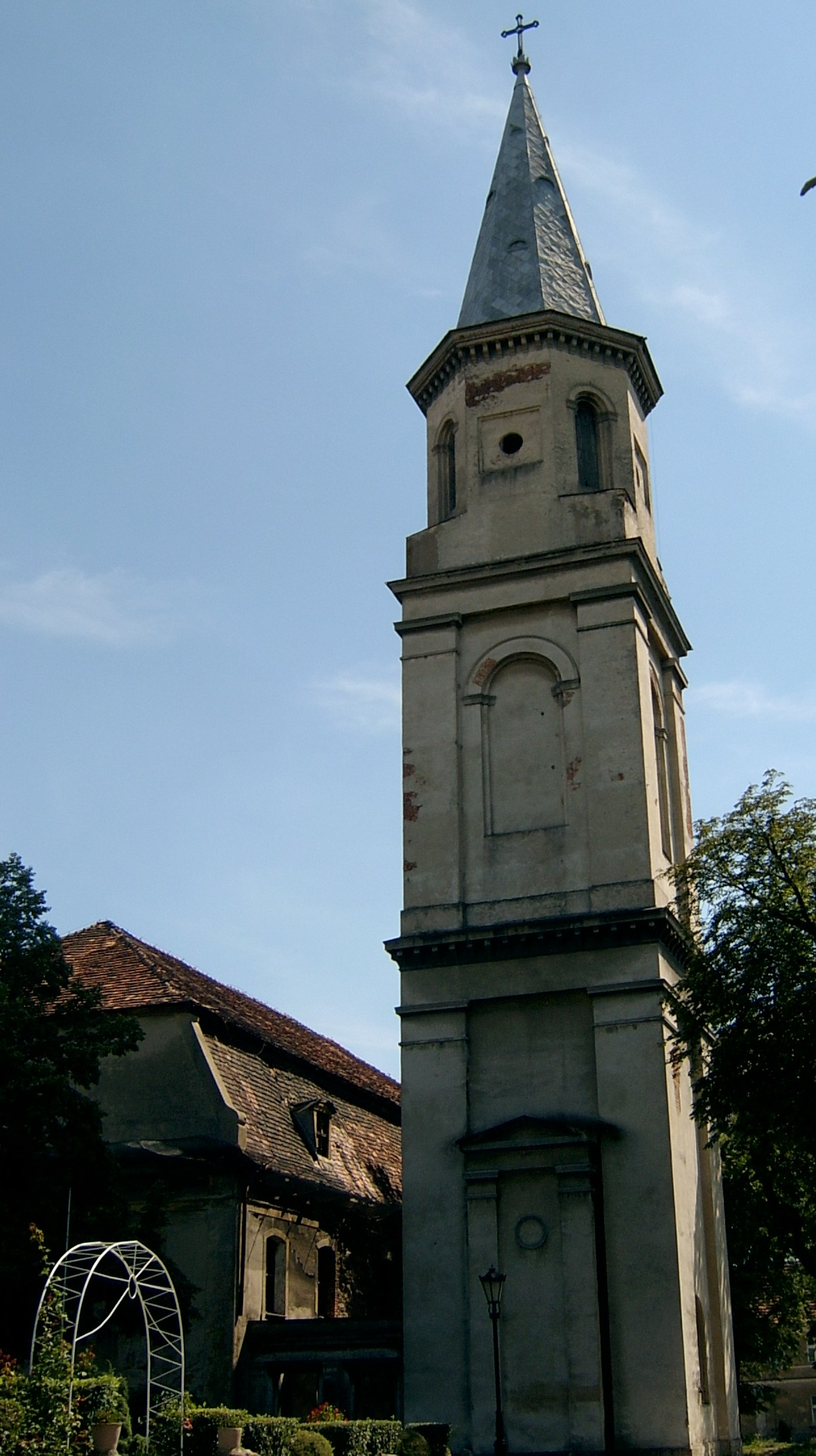
Evangelische Pfarrkirche
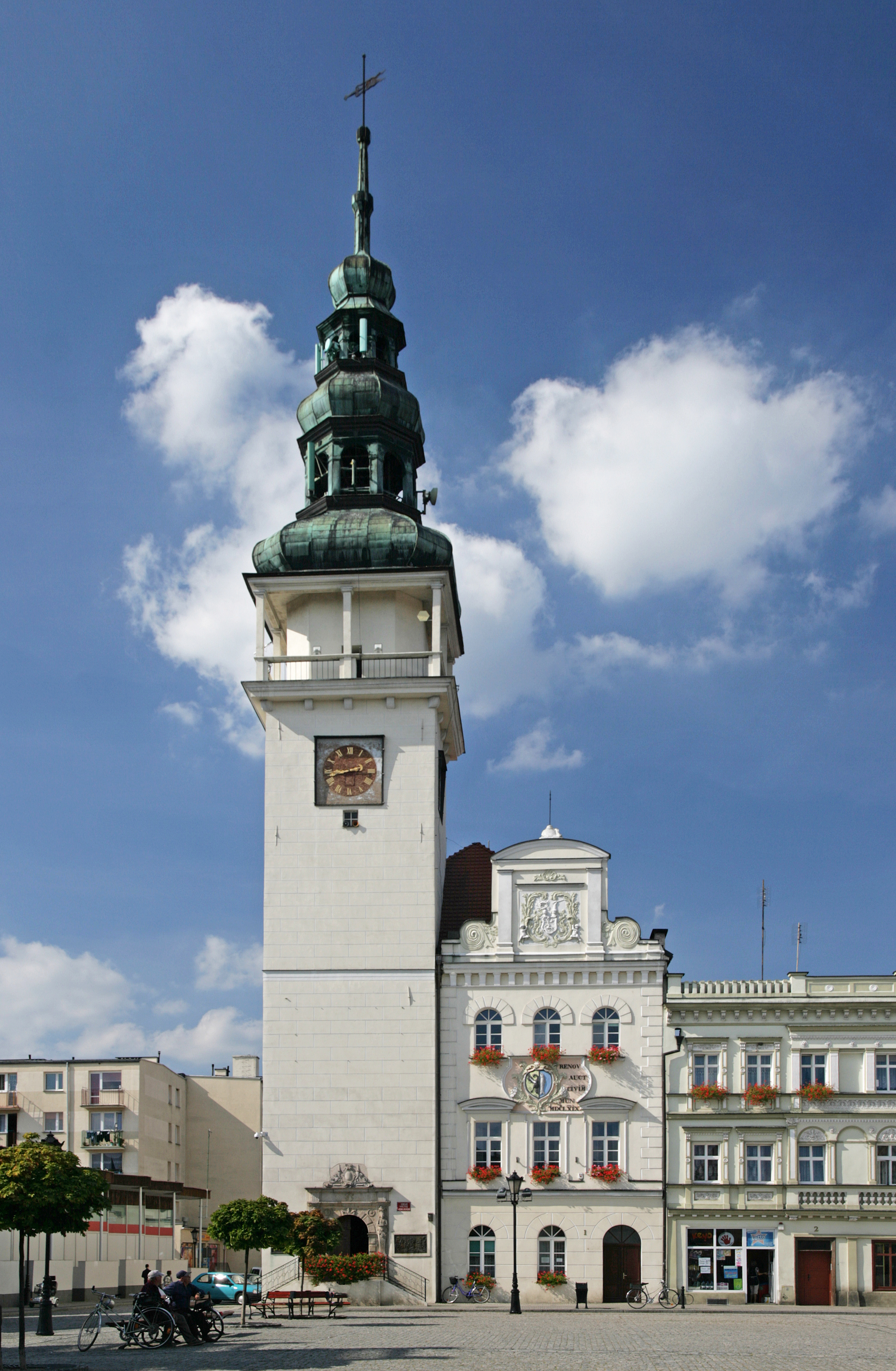
Rathaus
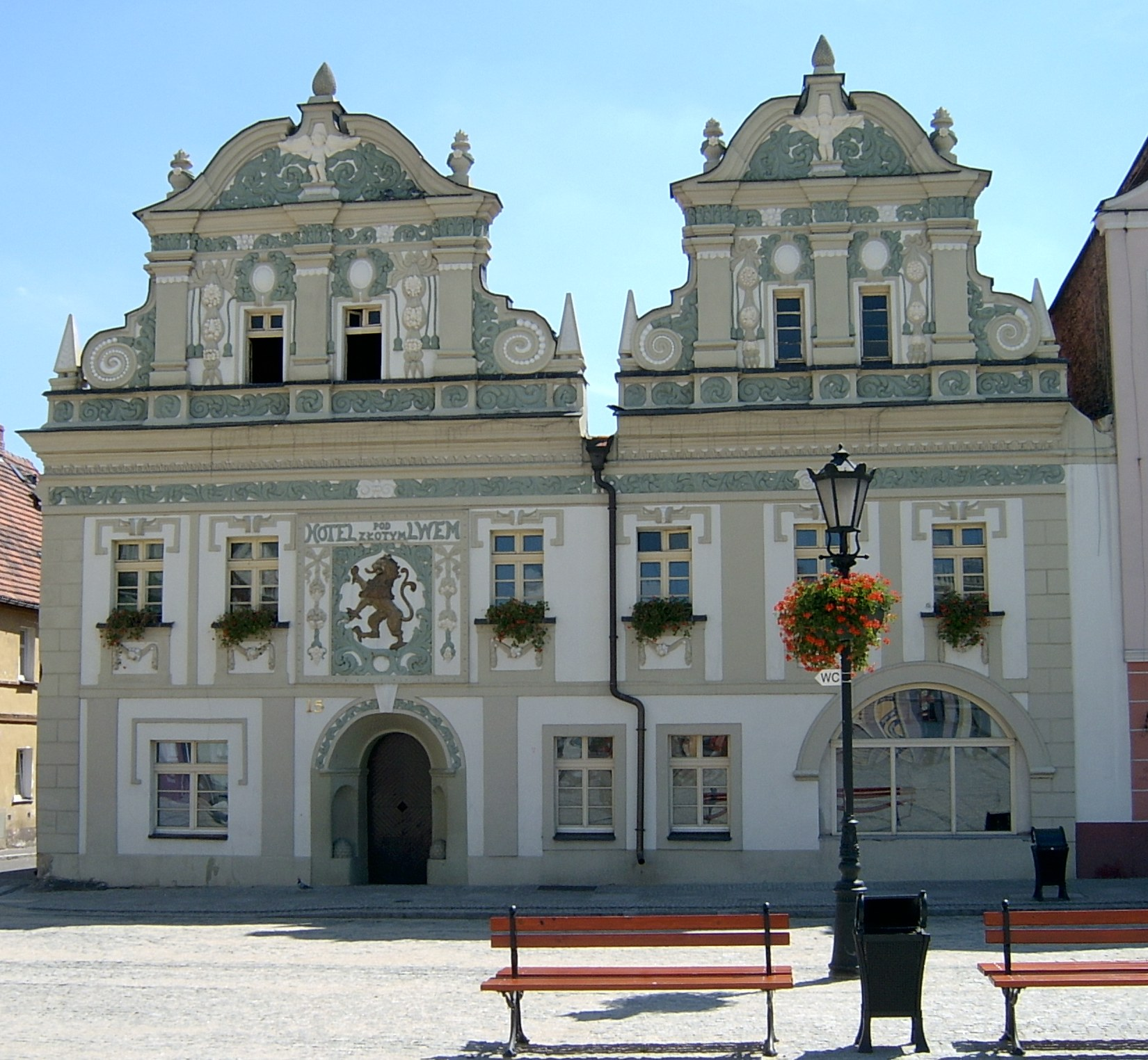
Hotel zum Goldenen Löwen am Markt
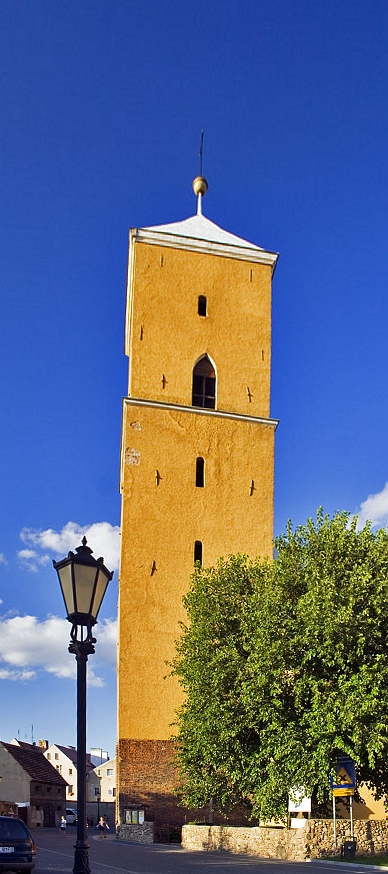
Turm Pfarrkirche St. Hieronymus
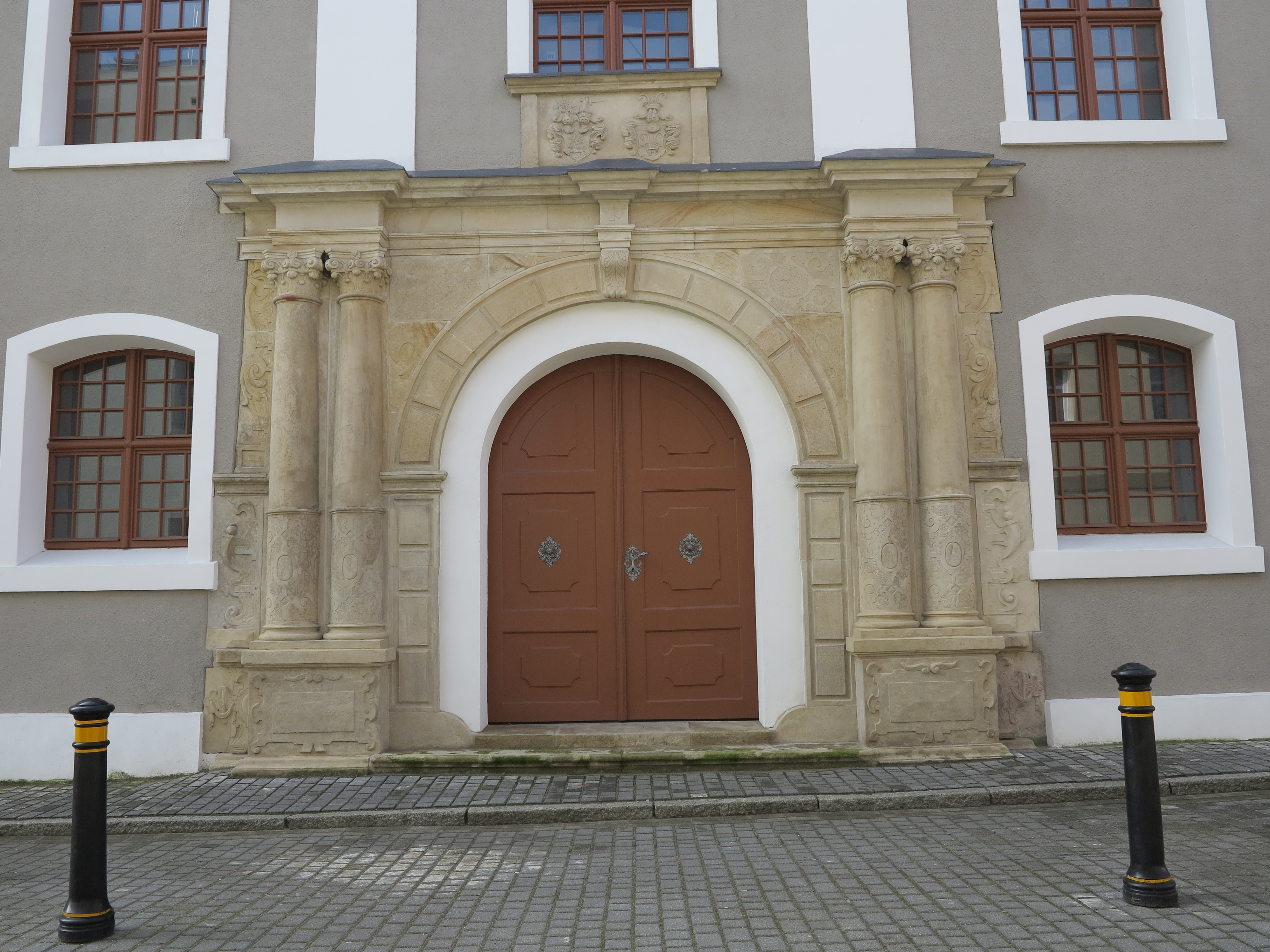
Portal des Schönaichianums
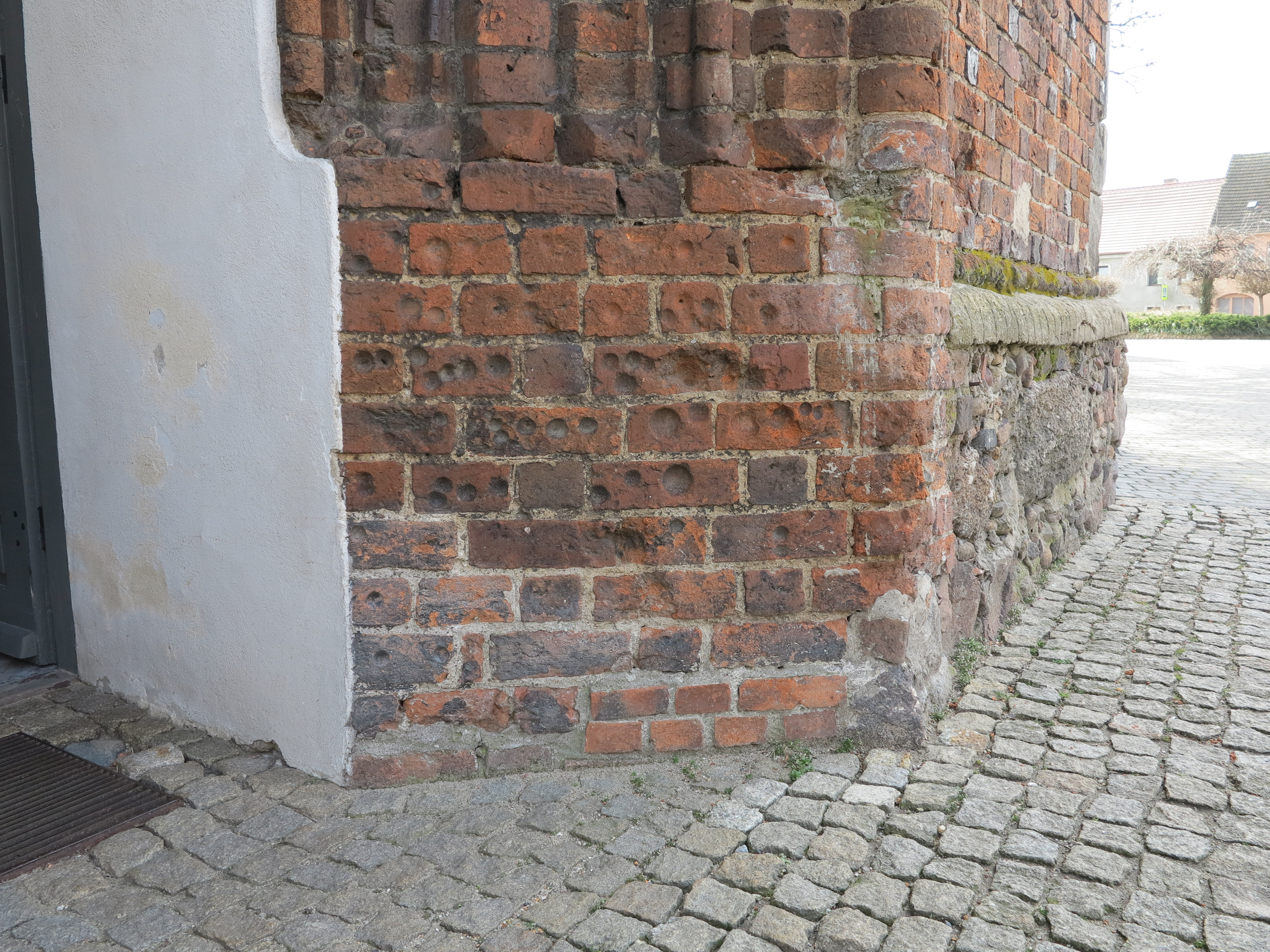
Fieberlöcher an der katholischen Kirche
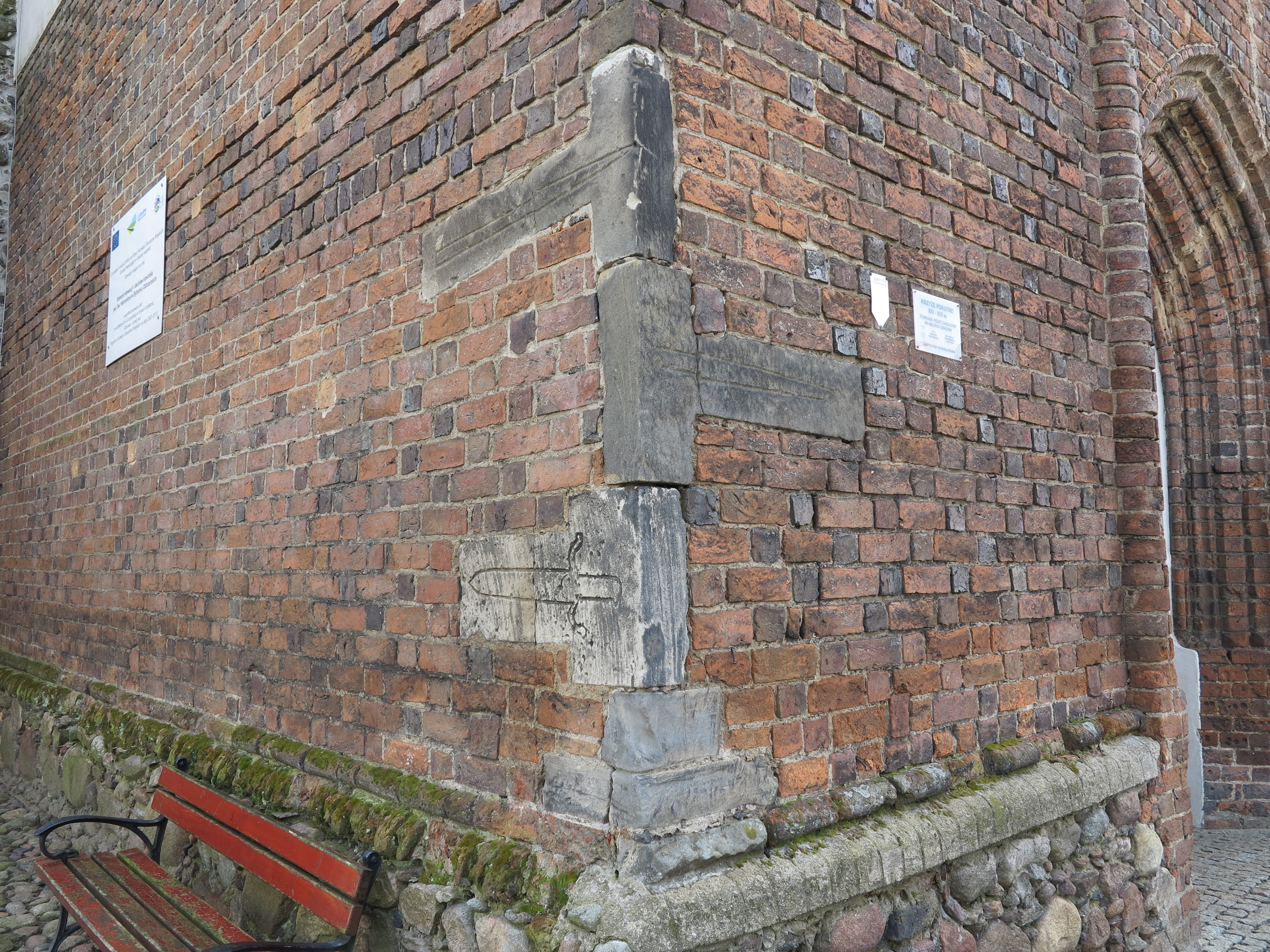
Sühnekreuze, die für den Bau der Kirche verwendet wurden
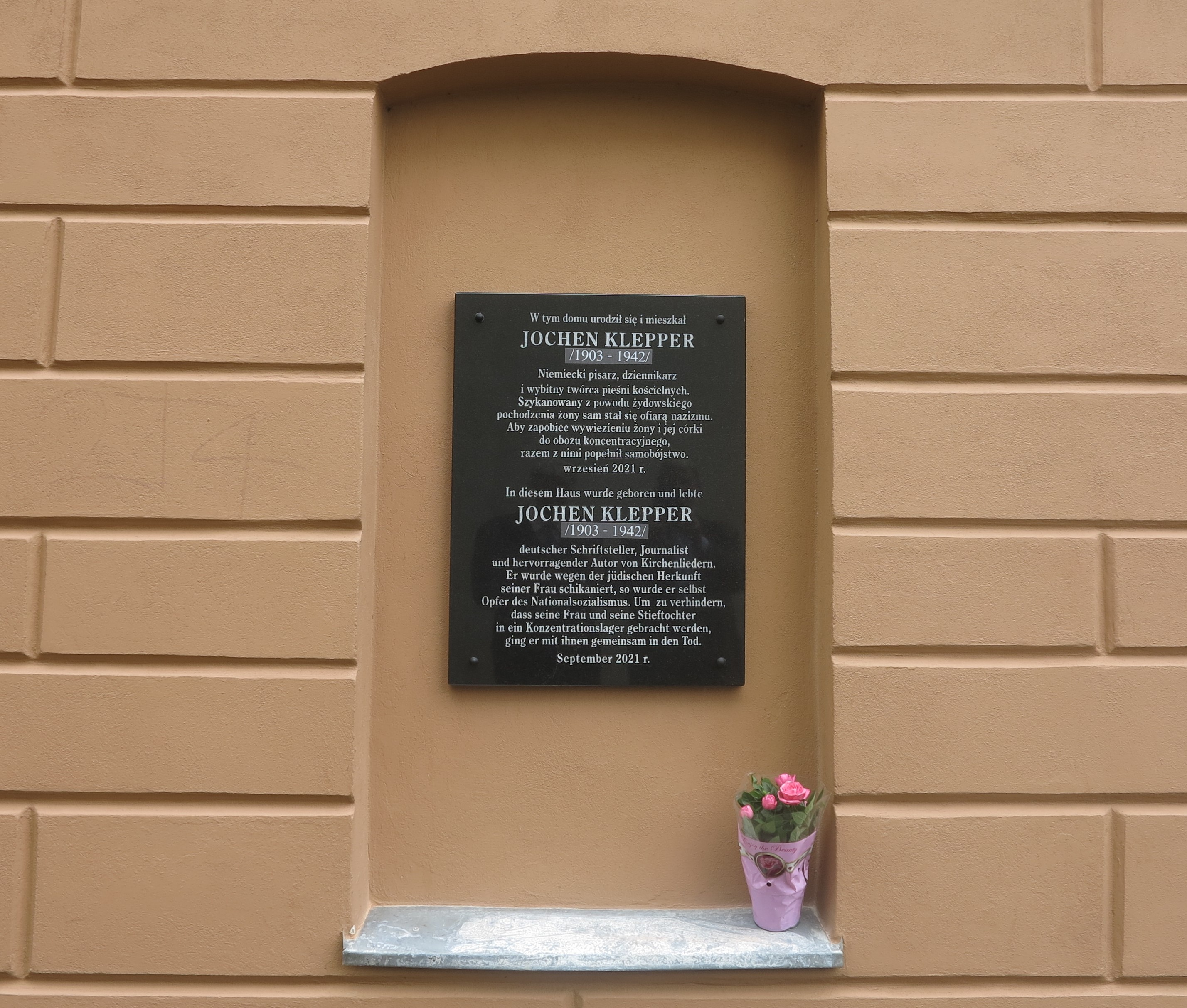
Gedenktafel für Jochen Klepper am Geburtshaus

## Demographie
| Jahr | Einwohnerzahl | Anmerkungen                                           |
| ---- | ------------- | ----------------------------------------------------- |
| 1787 | 2261          |                                                       |
| 1803 | 2609          | [ 7 ]                                                 |
| 1810 | 2395          | [ 7 ]                                                 |
| 1816 | 2428          | davon 2236 Evangelische, 171 Katholiken und 21 Juden; |
| 1821 | 2428          | in 376 Privatwohnhäusern                              |
| 1825 | 2557          |                                                       |
| 1900 | 3164          | meist Evangelische                                    |
| 1905 | 3033          |                                                       |
| 1933 | 3333          | [ 8 ]                                                 |
| 1939 | 3179          | [ 8 ]                                                 |
| 1961 | 2457          |                                                       |
| 1970 | 3049          |                                                       |
| 2003 | 4400          |                                                       |

## Gemeinde
Zur Stadt- und Landgemeinde Bytom Odrzański gehören die Stadt selbst und neun Dörfer mit Schulzenämtern.

### Partnerschaft
- Pößneck, Deutschland

## Persönlichkeiten
- Martin Opitz (1597–1639), verfasste 1617 während des Studiums hier seine berühmte Schrift Aristarchus sive de contemptu linguae Teutonicae
- George August Kunowski (1757–1838), evangelischer Theologe
- Hans von Werder (1834–1897), General der Infanterie
- Julius Kopsch (1855–1935), Politiker
- Gottfried Grünberg (1899–1985), kommunistischer Politiker
- Jochen Klepper (1903–1942), evangelischer Dichter geistlicher Lieder, geboren in Beuthen